# Grant Snider
Grant Snider és un ortodoncista, il·lustrador i humorista gràfic estatunidenc.
Snider es va criar a Derby (Kansas), i té un germà bessó, Gavin, també il·lustrador. Va estudiar enginyeria a la Universitat de Kansas i després odontologia a la Universitat de Missouri-Kansas City. Va dibuixar tires còmiques per als dos diaris universitaris: The Daily Daily Kansan i The University News. Per aquest treball va guanyar el Charles M. Schultz Award fot Cartooning el 2008.
El mateix any va dibuixar la tira còmica Delayed Karma per a The Kansas City Star, i el 2009 va publicar el còmic en línia Incidental, amb dibuixos sobre art, literatura i el propi procés creatiu. El seu treball s'ha publicat en revistes com The New York Review of Books i The New York Times Magazine, i s'ha compilat en dos llibres: The Shape of Ideas (2018) i I Will Judge You by Your Bookshelf (2020), aquest últim sobre la passió per l'escriptura i la lectura.
Snider també és autor de llibres il·lustrats per a infants com What Color is Night (2019) i What Sound is Morning (2020).